# الخزنة (عبس)

تعديل مصدري - تعديل

الخزنة هي إحدى قرى عزلة بني حسن بمديرية عبس التابعة لمحافظة حجة، بلغ تعداد سكانها 128 نسمة حسب تعداد اليمن لعام 2004.